# Yumi Takano
Pour les articles homonymes, voir Takano.
Yumi Takano (高野由美, Takano Yumi), née le 23 janvier 1918 à Kyōbashi (Tokyo), est une actrice japonaise.

## Biographie
Yumi Takano apparaît dans plus de cent films de 1936 à 1966.
Elle s'est mariée à l'acteur Masao Shimizu.

## Filmographie sélective
- 1936 : Machi no himegimi : Teruko - Dancer
- 1936 : Aoba no yume
- 1936 : Tôbu ankokugai : Akiko Takayama
- 1936 : Bijin-koku nozoki : Anko
- 1937 : Hana naki haru no uta : Kimiko
- 1937 : Onna yo naze naku ka : Akemi, Sumire's sister
- 1938 : Seishun Olympic : Yôko, Hosokawa's daughter
- 1938 : Aikoku koshin-kyoku
- 1938 : Ajia no musume : Dancer
- 1949 : Tonosama Hotel : Hiroko
- 1952 : Hanaogi sensei to Santa : Santa's mother
- 1952 : Les Enfants d'Hiroshima (原爆の子, Gembaku no ko?) de Kaneto Shindō
- 1952 : Ceux d'aujourd'hui (現代人, Gendaijin?) de Minoru Shibuya
- 1953 : Epitome (縮図, Shukuzu?) de Kaneto Shindō
- 1953 : Lettre d'amour (恋文, Koibumi?)
- 1955 : Ôkami
- 1956 : Fûsen : Fusako Murakami
- 1956 : Gyakukôsen : Sumie Ishimoto
- 1956 : Ueru tamashii : Michiyo Ajioka
- 1956 : Zoku ueru tamashii : MIchiyo Ajioka
- 1957 : Kawakami Tetsuharu Monogatari Sebangô 16
- 1957 : Kyo no inochi
- 1957 : Koroshita no wa dare da
- 1957 : Arashi o yobu otoko : Aiko, Miyako's mother
- 1958 : Kanzenna yûgi : Matsui's mother
- 1959 : Wakai kawa no nagare : Kazuko Kitaoka
- 1959 : Onna o wasurero : Akiko Miki
- 1959 : Gunshû no naka no taiyô : Yoshie Takei
- 1959 : Sekai o kakeru koi : Junko Muraoka
- 1959 : Nangoku Tosa o ato ni shite : Nobu Harada
- 1960 : Zassô no yô na inochi : Mitsuko Asano
- 1960 : Utsukushiki teikô : Yukiko Matsumoto
- 1961 : Aitsu to watashi : Makiko - Keiko's mother
- 1963 : Acacia no ame ga yamu toki : Akiko Ôishi
- 1963 : Seishun o kaese : Kinu Suda
- 1964 : Teigin jiken: Shikeishû : Shino